# نظرية المتغير الخفي

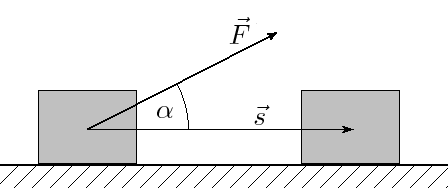

 نظرية المتغير الخفي  هي نظرية يطرحها قلة من الفيزيائيين ليفسروا الطبيعة الإحصائية الاحتمالية لميكانيك الكم مفترضين أن هذه النظرية غير كاملة. فهم يدعون أن ميكانيك الكم ينطبق على تجمع جسيمات لكن لا بد من وجود خواص فيزيائية لا تأخذها ميكانيك الكم بالحسبان وهي ما يؤدي لظهور هذه الطبيعة الاحتمالية.
يعتبر ميكانيك الكم نظرية لاحتمية بمعنى أنها تقدم تنبؤات احتمالية غير أكيدة (احتمال لايساوي 100%) لنتائج عملية القياس مما يؤدي لنشوء ظواهر غريبة : فعملية القياس لخاصية فيزيائية لجملتين متماثلتين تماما يمكن أن يعطي نتائج مختلفة.
من هنا يأتي التساؤل فيما إذا كانت هناك حقيقة واقعية موجودة في العمق مختبئة خلف الميكانيك الكمومي وبالتالي يمكن وصف هذه الحقيقة بنظرية أكثر شمولا من ميكانيك الكم تأخذ بالحسبان خواص فيزيائية خفية غير ظاهرة لميكانيك الكم.
تستند نظرية المتحول الخفي على تفسيرات احصائية : فهي تشبه القياس في ميكانيك الكم بعملية استقصاء رأي في مجتمع احصائي، حيث لا يكون الرأي المستنتج من الدراسة المجراة على العينة المدروسة المسحوبة من المجتمع الإحصائي، صحيحا ما لم يكن حجم العينة المدروسة كبيرا بشكل كاف.